# Warren Barker
Warren E. Barker (Oakland, Californië, 16 april 1923 – Greenville (South Carolina), 3 augustus 2006) was een Amerikaans componist.

## Levensloop
De eerste muziekles kreeg hij van zijn vader, een kerkorganist en componist van geestelijke werken. Warren Barker deed zijn studies aan de University of California in Los Angeles en voltooide door privé-studies voor compositie bij Mario Castelnuevo-Tedesco en Henri Pensis.
Daarna was hij eerst bandleader en arrangeur in de United States Air Force. Na zijn militaire dienst was hij in de jaren 40 arrangeur voor Carmen Dragon die muziek voor de radio componeerde en dirigent was. Zijn bekendheid groeide en in de loop van de volgende 25 jaren ontwikkelde hij zich tot een van de belangrijkste componisten voor Hollywood en voor de televisie. Voor 32 televisieseries en voor de met een "Oscar" onderscheiden film Hello Dolly alsook voor Some like it hot schreef hij de muziek. Verder had hij een contract als arrangeur en dirigent met de Warner Brothers Record Company, die het hem mogelijk maakte talrijke eigen composities op de plaat te zetten. Een van deze opnames, waarin hij bijzonder exotische en eenvoudige instrumenten gebruikt had, gaf hem grote bekendheid en vormde tegelijkertijd de basis voor een samenwerking met televisieproducent Harry Akkerman. Sinds hij in 1971 langzamerhand afscheid nam van de Hollywood-business heeft hij grote aandacht voor pedagogische muziek.

## Composities

### Werken voor harmonieorkest
- 1975 Broadway Show-Stoppers Overture
  1. Everything’s Coming Up Roses
  2. People
  3. A Wonderful Day Like Today
  4. On A Clear Day
  5. Try To Remember
  6. That’s Entertainment
- 1975 It's a small world
- 1978 Alpen Sketches
- 1978 Classical Symphony "Gavotte"
- 1978 Mancini Spectacular
- 1978 Music of Charlie Chaplin
- 1979 Concerto for Cornet, Flugelhorn, Trumpet and Band
- 1980 Entr'acte
- 1980 Shogun Symphonic Suite
- 1981 Aspen Overture
- 1981 Danza tambor
- 1982 Concertante for Piano and Band
- 1982 Inverarry Overture
- 1983 Gershwin!
- 1983 Jubilaeum
- 1984 Four Symphonic Chorales
- 1984 Symphonic Gershwin
- 1984 Symphonic Rhapsody
- 1985 Chinese Folk Suite
- 1985 Transformations
- 1986 An Australian Celebration
- 1986 An Irish Interlude
- 1987 Grand Entrance
- 1988 Belgian Folk Overture
- 1993 By the River's Bend
- 1986 Cole Porter on Broadway
- 1987 Capriccio for Saxophon-Quartet and Band
- 1987 Festive Fanfares
- 1987 Silverado Overture
- 1988 Pride of Elkhart
- 1989 Pinnacle Overture
- 1992 Chiapanecas
- A Celebration of Life
- A Celebration of Spirituals
  1. Swing Low, Sweet Chariot
  2. Joshua Fought The Battle of Jericho
  3. Get On Board, Little Children
- Curtain Up
- Danny Boy
- Fanfare Variations
- Overture à la Russe
- Christmas Celebration
- From Sea to shining sea
- Star Trek Symphonic Suite
- A Leroy Anderson Portrait
- In The Miller Mood
- Phantasmagoria March
- Hoagy Carmichael in Concert
  1. In the Cool
  2. Cool
  3. Cool of the Evening
  4. The Nearness of You
  5. Heart and Soul
  6. Stardust
  7. Lazy River

### Werken voor film en televisie (Selectie)
- 77 Sunset Strip
- Hawaiian Eye
- The King and I
- William Holden Presents Far Away Places
- Strange Lovers
- The Zebra in the Kitchen
- The Music of Desire
- Hello Dolly
- Bewitched
- Daktari
- That Girl
- The Flying Nun
- Donny and Marie Osmond Show
- A Little Bit Country, A Little Bit Rock-n-Roll